# Microlicia sickii
Microlicia sickii är en tvåhjärtbladig växtart som beskrevs av Alexander Curt Brade. Microlicia sickii ingår i släktet Microlicia och familjen Melastomataceae. Inga underarter finns listade i Catalogue of Life.